# وليام بيلي بنيديكت
وليام بيلي بنيديكت (بالإنجليزية: William "Billy" Benedict)‏ مواليد 16 أبريل 1917 في أوكلاهوما، الولايات المتحدة - الوفاة 25 نوفمبر 1999 في لوس أنجلوس، هو ممثل أمريكي بدأ مسيرته الفنية سنة 1935. امتدت مسيرته الفنية لأكثر من 57 عاما.

## الأعمال
- امرأة سيئة السمعة
- الطبيب المجنون
- حادث قوس الثور
- فتاة الغلاف
- عروس الوحش
- القتل
- الفتاة المرحة
- مرحبا دوللي
- اللدغة

## روابط خارجية
- وليام بيلي بنيديكت على موقع IMDb (الإنجليزية)
- وليام بيلي بنيديكت على موقع إن إن دي بي (الإنجليزية)
- وليام بيلي بنيديكت على موقع قاعدة بيانات الفيلم (الإنجليزية)